# 2000 GM61
2000 GM61 är en asteroid i huvudbältet som upptäcktes den 5 april 2000 av LINEAR i Socorro County, New Mexico.
Asteroiden har en diameter på ungefär 8 kilometer